# Ha! Die Yora
Ha! Die Yora was een radioprogramma op de Nederlandse radiozender NPO Radio 2. Het programma werd op zondag tussen 20:00 en 22:00 uur uitgezonden door de publieke omroep BNNVARA. Ha! Die Yora werd gepresenteerd door Yora Rienstra. Vaste invaller was Astrid de Jong.
Het programma was van maart 2014 tot en met december 2015 op NPO Radio 2 te horen. In het programma werd uitsluitend Nederlandstalige muziek gedraaid. Daarnaast was er veel aandacht voor cabaretnieuws.
Aan De Slag! · Afslag Thunder Road · Aje Tho! · Annemiekes A-lunch · Blokhuis · Bureau De Wilt · Bureau Kijk in de Vegte · Corné Klijns Soul Sensations · De Staat van Stasse · De Wild in de Middag · Echt Jasper · Funky Frank's · Giel ·Gijs 2.4 · Grand Café Kranenbarg · Helemaal Haandrikman · Het Platenpaleis · Hey JP! · Holy Hits · Jan-Willem Start Op! · Licence 2 Chill · Mega Album Top 50 · Motel De Wilt · Musical Moods · Muziekcafé · On the Beat · One Night Stenders · Het oor wil ook wat · Paul! · Rabbering Laat · Rarmarmar · RickvanV doet 2 · Rinkeldekinkel · Schiffers.fm · SHAY! · Simone's Songlines · Soul Night met One'sy · Spijkers met koppen · Thank God It's Sunday · The Best of 2night · The Big Frank Show · Thijs · Tijd voor Twee · Van Inkels Choice · Verrukkelijke 15 ·  VrijZaZo Show · Vroeg op Frank · 't Wordt Nu Laat · WILDGROEI · Wout2Day · Yora en Sander, Sander en Yora